# Polska Stacja Polarna Hornsund
Polska Stacja Polarna Hornsund im. Stanisława Siedleckiego (norw. Polske Polarstasjonen Hornsund) – całoroczna polska stacja badawcza na Spitsbergenie.
Stacja zlokalizowana jest nad Zatoką Białego Niedźwiedzia w fiordzie Hornsund, w południowej części Spitsbergenu, będącego największą wyspą archipelagu Svalbard. Stacja leży w granicach Parku Narodowego Południowego Spitsbergenu, chroniącego unikatową arktyczną przyrodę. Położenie geograficzne stacji czyni z niej najdalej na północ wysuniętą całoroczną polską instytucję badawczą.
W 1956 roku do Hornsundu przybyła wyprawa rekonesansowa pod kierownictwem prof. Stanisława Siedleckiego. Jej celem było wytypowanie lokalizacji pod budowę stacji naukowej. W kolejnym roku miała miejsce ekspedycja, która zrealizowała projekt budowy i była jednocześnie pierwszą polską całoroczną wyprawą do Hornsundu. W kilku następnych latach do stacji przybywały krótkie, letnie wyprawy badawcze. W 1978 roku do Hornsundu ponownie przybyła całoroczna polska wyprawa, rozbudowując stację oraz wznawiając badania naukowe. Od tego czasu stacja pracuje nieprzerwanie w trybie całorocznym.
Infrastruktura stacji składa się z kilku budynków wkomponowanych w otaczający je krajobraz arktyczny. W głównym budynku znajdują się laboratoria (m.in. chemiczne, biologiczne, oceanograficzne, sejsmologiczne, meteorologiczne). W rozbudowanej części mieszkalnej może jednocześnie przebywać do 40 osób. Ponadto w głównym budynku znajduje się kuchnia, jadalnia, salon, łazienki, siłownia, ambulatorium, centrum łączności oraz magazyny żywności, broni, sprzętu gospodarczego i sportowego. Obok głównego budynku zlokalizowane są hala magazynowa, elektrownia oraz biologiczna oczyszczalnia ścieków. Nieopodal położone jest laboratorium do pomiarów geomagnetycznych, a także pawilon badań środowiskowych. Nad brzegiem zatoki znajduje się budynek przepraw wodnych oraz stacja paliw.
Stacja zarządzana  jest przez Instytut Geofizyki Polskiej Akademii Nauk w Warszawie, do zadań którego należy między innymi obsługa organizacyjno-logistyczna stacji oraz przygotowywanie corocznych wypraw polarnych, których członkowie odpowiadają za realizację programu monitoringu oraz bieżące funkcjonowanie stacji. Ponadto, w sezonie wiosennym i letnim, projekty badawcze realizują w stacji naukowcy z kilkudziesięciu jednostek z kraju i zagranicy, reprezentujący różnorodne dziedziny nauki.

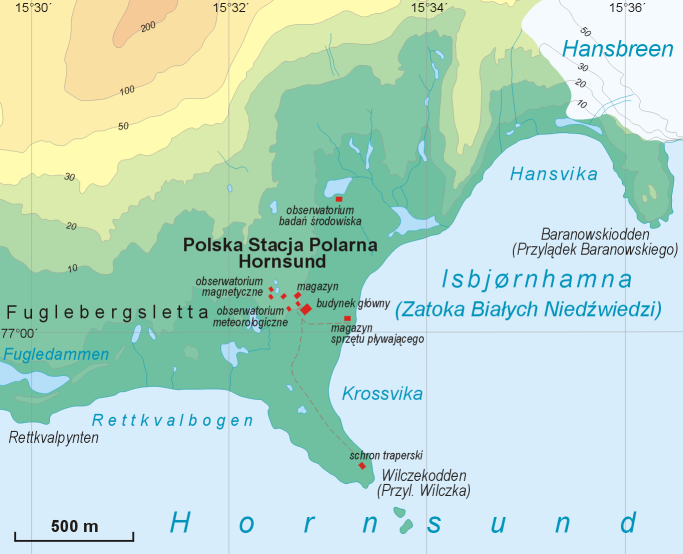
Plan stacji